# Роджер Рашід
Роджер Рашід (англ. Roger Rasheed; нар. 10 березня 1969) — колишній австралійський тенісист.
Найвищу одиночну позицію світового рейтингу — 192 місце досяг 11 травня 1992 року.
Здобув 4 парні титули.
Найвищим досягненням на турнірах Великого шолома було 2 коло в одиночному розряді.
Завершив кар'єру 2005 року.

## Фінали челленджерів

### Парний розряд: 5 (4–1)
| Легенда                  |
| ------------------------ |
| Тур ATP Челленджер (4–1) |

| Результат | Ранг | Дата              | Турнір              | Покриття | Партнер         | Суперники                       | Рахунок       |
| --------- | ---- | ----------------- | ------------------- | -------- | --------------- | ------------------------------- | ------------- |
| Поразка   | 1.   | 26 листопада 1989 | Гобарт, Австралія   | Килим    | Карл Туріч      | Джеймі Морґан Тодд Вудбрідж     | 6–7, 6–7      |
| Перемога  | 1.   | 17 травня 1992    | Антверпен, Бельгія  | Ґрунт    | Майкл Браун     | Мікаель Пернфорс Кріс Гооссенс  | 6–2, 6–4      |
| Перемога  | 2.   | 5 липня 1992      | Салерно, Італія     | Ґрунт    | Ендрю Кратцманн | Даніель Оршанік Габріель Маркус | 6–4, 6–3      |
| Перемога  | 3.   | 2 серпня 1992     | Віннетка, США       | Тверде   | Ендрю Кратцманн | Рік Вітскен Тодд Вітскен        | 6–3, 3–6, 6–3 |
| Перемога  | 4.   | 16 серпня 1992    | Форталеза, Бразилія | Тверде   | Ендрю Кратцманн | Крістер Аллгард Мауріс Руа      | 7–6, 6–4      |